# Moszkvai terület
A Moszkvai terület (oroszul Московская область [Mászkovszkájá oblászty]) az Oroszországi Föderáció egyik alanya, mely a Központi szövetségi körzethez tartozik. Az európai országrész középső részén, a Kelet-európai-síkvidék közepén, Moszkva körül helyezkedik el. 
Északon és északnyugaton a Tveri, északon a Jaroszlavli, keleten és északkeleten a Vlagyimiri, délkeleten a Rjazanyi, délen a Tulai, délnyugaton a Kalugai, nyugaton a Szmolenszki terület határolja. Hivatalosan kijelölt székhelye nincs, de állami szervei hagyományosan Moszkvában működnek, bár a város nem része a Moszkvai területnek. Ugyanakkor a 2000-es évektől a területi szervek egyre nagyobb része a Moszkva északnyugati szomszédságában található Krasznogorszk városába települt, és tervezik e város kijelölését a terület székhelyévé.
Területe 45 800 km²; lakossága: 6 628 100 fő (2006), a népsűrűség 144,1 fő/km².

## Természetföldrajz

### Domborzat
A terület a Volga (északon) és az Oka (délen) közötti, alapvetően sík vidéken fekszik. Északkelet-délnyugati irányban itt húzódik a moszkvai (warta) eljegesedés határvonala, tőle északra morénahátak vonulatai sorakoznak. A nyugati és csaknem az egész északi részt a Moszkvai-dombság foglalja el, a tengerszint feletti legmagasabb pontja kb. 300 m (Dmitrov környékén). Északabbra, a Felső-Volga alföldje lapos, mocsaras vidék; a hozzá tartozó Sosa és Dubna folyók völgyének tengerszinti feletti magassága a 120 m-t sem éri el. 
Délen, az Oka és a Moszkva-folyó között hullámos felszínű, folyóvölgyekkel tagolt síkság terül el, melynek egyes részein (főleg Szerpuhov környékén) karsztos képződmények találhatók; a legmagasabb pont itt 255 m. Az Okától délre a Közép-orosz-hátság változatos felszínű északi nyúlványai húzódnak, legmagasabb pontjuk 238 m. A Moszkvai terület keleti felét a Mescsorai-alföld foglalja el; ennek keleti része kiterjedt lápvidék, nagyobb tavai (Csornoje, Szvjatoje) jégkorszaki eredetűek. A tengerszint feletti legmagasabb pont sehol nem haladja meg a 170 m-t.

### Vízrajz
A terület a Volga vízgyűjtőjéhez tartozik. Az északi, alföldi részek felszíni vizeit a Volga mellékfolyói (Lama, Dubna, Szesztra, Jahroma) gyűjtik össze. Maga a Volga az északi határon folyik, egy kis darabon éppen csak érinti a területet. Délen az Oka itteni mellékfolyói a Lopasznya, a Nara, a Protva, valamint a Moszkva-folyó. Az északkeleti, keleti vidéken folyik a Kljazma, mely Moszkvától északra ered, és csak jóval messzebb, Nyizsnyij Novgorod közelében ömlik az Okába. A folyók általában november végétől április közepéig befagynak, bővízük április-májusban alakul ki. Nyáron vízszintjük többnyire alacsony, sodrásuk csekély. A Volgán kívül az Oka és a Moszkva-folyó is hajózható.
Természetes állóvizeinek többsége sekély, 5–10 m, a legmélyebb a Ruzai járásban lévő Glubokoje-tó (32 m). Legnagyobb vízterületű tavai a Szenyezs (15,4 km²) és a Szvjatoje (12,6 km²). Különösen sok a kisebb-nagyobb tó a Mescsora-alföldön, ez a tóvidék a szomszédos Rjazanyi területen folytatódik. 
A Moszkvától északra elterülő térséget átszeli a Moszkva-csatorna, mely négy víztározón át vezet és a nagy kiterjedésű Volgai-víztározón át a Volgába torkollik. 
A Moszkva-folyó medencéjében további négy víztározó is épült Ozjori, Mozsajszk, Isztra, Ruza mellett, ezek is hozzájárulnak a környék és a főváros vízellátásának biztosításához.

### Ásványkincsek
Az üveggyártásban használatos kvarchomokot Ljuberci környékén a 17. század vége óta bányásznak. Tűzálló fehér agyag nagyobb mennyiségben keleten fordul elő, Gzsel környékén a 14. század óta foglalkoznak kitermelésével. Régen különösen népszerű építőanyag volt a Mjacskovo környéki lágy, jól faragható mészkő, (ebből a fehér kőből készült többek között a moszkvai Nagy Színház külső burkolata is), bányászatával azóta már felhagytak; márványerezetű mészkő Kolomna körzetében található. Gyakori a cementgyártásnál használt dolomit, ismeretesek mésztufa és írókréta előfordulások is. Számottevők a készletek foszforitokból, a leggazdagabbak Jegorjevszk és Szeverszk lelőhelyei. Kálisó szintén a Jegorjevszki-, valamint a Szerpuhovi járásban fordul elő.

### Éghajlat
Éghajlata mérsékelten kontinentális. A januári középhőmérséklet nyugaton –10 °C, keleten –11 °C; a leghidegebb években –45 °C-os fagyok is előfordultak. Általában 120-135 napig, november közepétől március végéig a napi középhőmérséklet fagypont alatt marad. Az atlanti ciklonok néha rövid felmelegedést hoznak, az ilyen időszakok átlag négy napig tartanak. A júliusi középhőmérséklet nyugaton 17 °C, délkeleten 18,5 °C. A valaha előfordult legmagasabb nyári hőmérséklet 39 °C. A csapadék évi mennyisége 450–650 mm között mozog, északnyugatról délkelet felé fokozatosan csökken, de például a déli természetvédelmi területen 750 mm. 

### Növény- és állatvilág
A terület egykor része volt annak az egybefüggő erdőségnek, amely a Mescsora-alföldön át egészen a mai Brjanszki erdőig húzódott, a 18. századtól egyre intenzívebben folyó erdőirtás miatt azonban ennek javarésze eltűnt. 

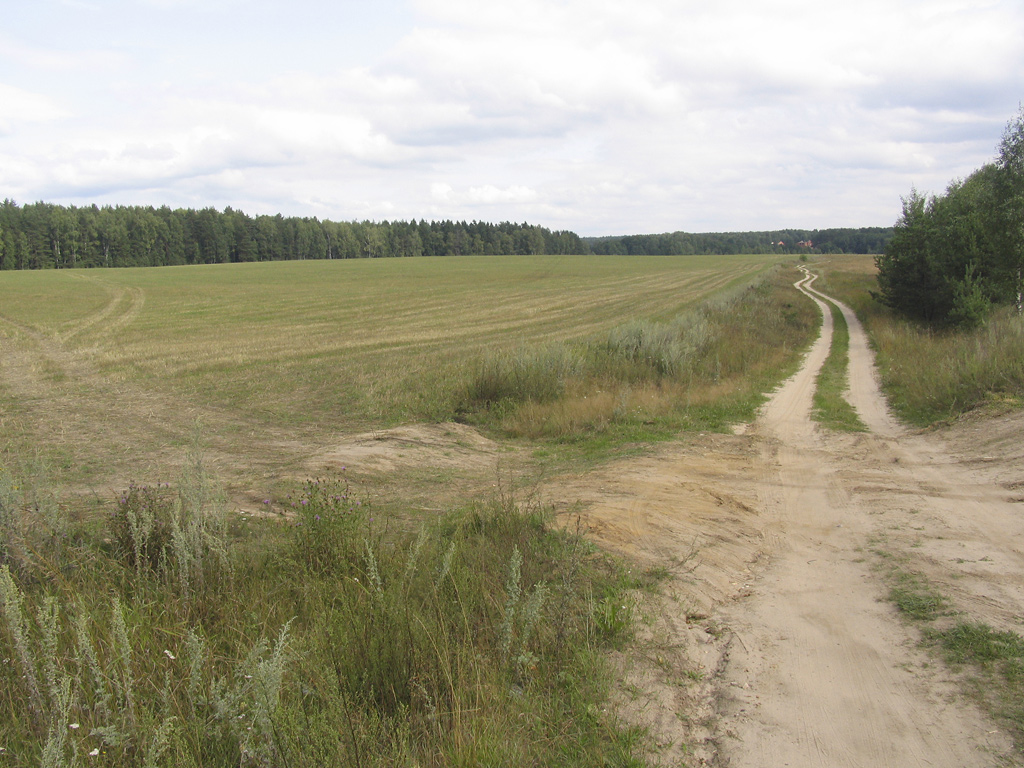
Mező a Moszkvai területen, Noginszk mellett

Jelenleg az összterületnek közel 40%-át borítja erdő. Északon (a Felső-Volga mentén) és a nyugati tájakon a tajga tűlevelű fajai az uralkodók, elsősorban a lucfenyő. A keleti Mescsora-alföld erdőinek fő alkotóeleme az erdeifenyő, a lápos, alacsonyan fekvő területeken elkülönülten égerfa erdők láthatók. A központi és részben a keleti vidékeken, a déli tajgaövre jellemző vegyes erdőkben az erdei- és lucfenyővel keveredve főleg nyír és nyárfa fordul elő. Délebbre a lombhullató erdők válnak uralkodóvá, jellemző fafajok a tölgy, a hársfa, a juhar, a szil és a gyertyán. A legdélibb részek már az erdős sztyepp övezethez tartoznak, ahol elszórtan hárs- és tölgyligetek találhatók. Az egykori sztyepp helyén végig szántóföldek húzódnak, az eredeti természetes ártéri rétek is csaknem teljesen eltűntek. Az állatvilág nem különbözik a szomszédos régiókétól. Elterjedt képviselői a nagyobb emlősök közül a vörös róka, a jávorszarvas, az őz, a vaddisznó, a farkas, az utóbbiból azonban már csak néhány példány fordul elő.

### Természetvédelem
1945 júniusában Moszkvától 100 km-re délre, az Oka bal parti teraszain, a Szerpuhovi járásban természetvédelmi területet hoztak létre (Priokszko-terrasznij zapovednyik). Célja a jellegzetes helyi élővilág, elsősorban az ún. „okai flóra” sztyeppi növénytársulásainak megóvása és tudományos vizsgálata, valamint az európai bölény meghonosítása volt. A közel 5000 hektárnyi védett terület körül később 2 km széles védőzónát is létesítettek. A területen többek között 54 féle emlősállatot, 170 madárfajt és közel 100, a délebbi réti sztyeppet jellemző növényfajt tartanak nyilván. A felszín legnagyobb részét erdő fedi: az Oka mentén nyugat-keleti irányban húzódó erdősáv egykor az orosz állam védelmi vonalához tartozott. Ez volt az első természetvédelmi terület a Szovjetunióban, melyet bioszféra-rezervátummá nyilvánítottak (1978).

## Történelem
A Moszkva-folyó medencéjének környékét kezdetben finnugor népek lakták, a szláv népek a 10. században kezdték betelepíteni. A 12. század közepén a Vlagyimir-Szuzdali fejedelemséghez tartozott, erre az időszakra esik több itteni város: Volokolamszk (1135) , Moszkva (1147), Zvenyigorod (1152), Dmitrov (1154), Kolomna megalapítása. A fejedelemség földjeit a 13. század első felében végigpusztították a mongol-tatár csapatok. A következő évszázadban a térség a Moszkvai Fejedelemség része lett, az Okán túli földek azonban a Rjazanyi fejedelemséghez tartoztak és annak részeként, csak 1521-ben kerültek moszkvai fennhatóság alá. 

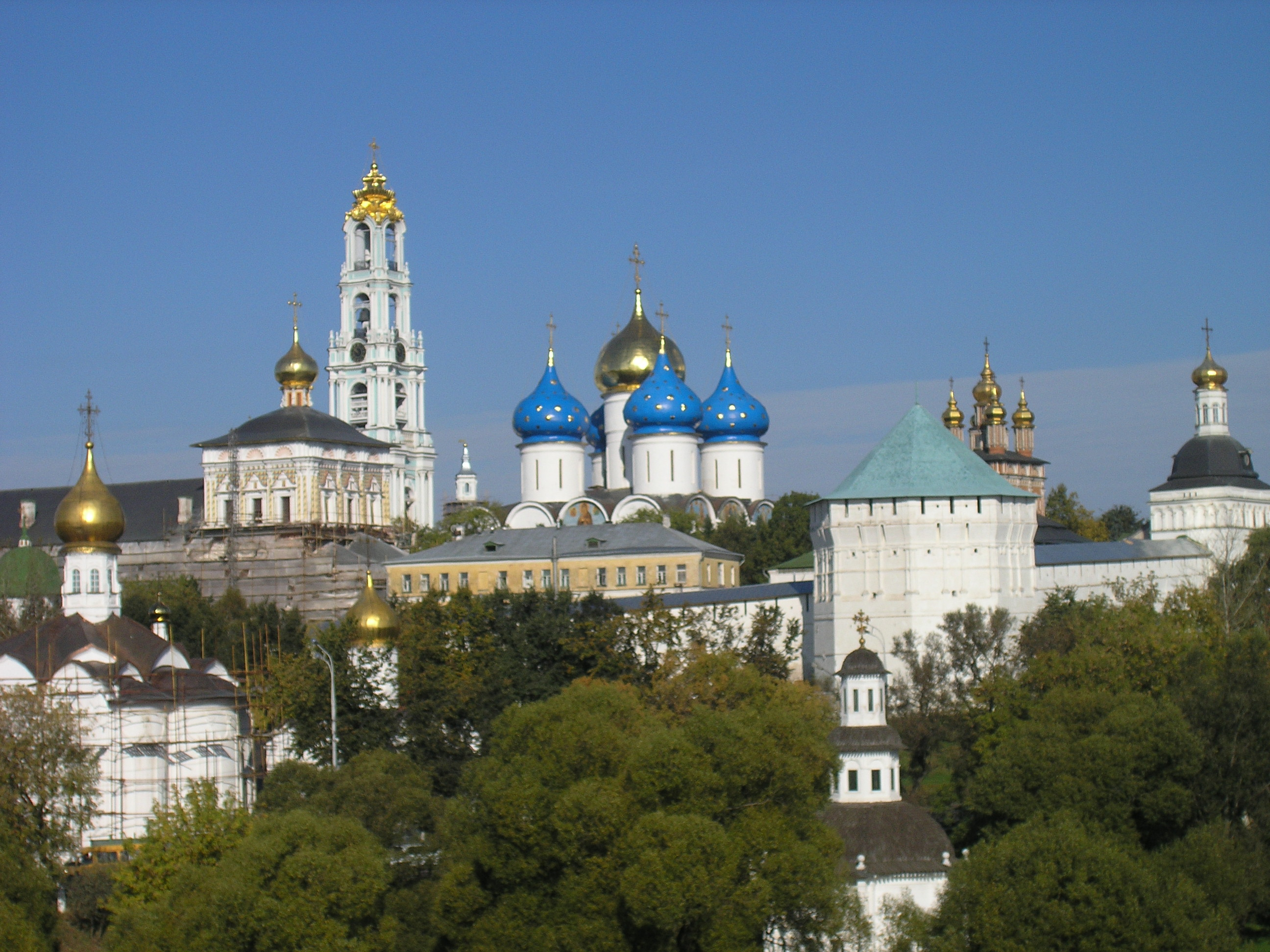
A Troice-Szergijev-kolostor látképe

Az orosz állam kialakulásában és fennmaradásában fontos szerepet játszottak a terület (Volokolamszk, Zvenyigorod, Kolomna és különösen Szergijev-Poszad) kolostorai, melyek nemcsak a kultúra, az írásbeliség, a hitélet központjai voltak, hanem falakkal, bástyákkal körülvett erődítmények is. A híres Szentháromság–Szergij-kolostor (oroszul: Troice-Szergijeva lavra) például a 17. század elején 16 hónapig állta a lengyel-litván csapatok ostromát, 1612-ben falai alól indult el a népfölkelők egyik nagy serege Moszkva felszabadítására. Később a kolostor fokozatosan az orosz ortodox egyház központjává vált. 
A Moszkva elfoglalására indított háborúk a vidéket mindig súlyosan érintették. A 17. század elejének harcai során számos települést feldúltak, például Kasirát, mely a későbbi pestisjárvány után el is néptelenedett. 1812-ben Mozsajszk mellett zajlott le a sok áldozatot követelő híres Borogyinói ütközet. 1941-42-ben a Moszkváért folyó harcok során a terület különösen sokat szenvedett.
Amikor 1708-ban megalakították a kormányzóságokat, a térség zömmel a Moszkvai kormányzóság része lett, a déli vidék azonban a Tulai kormányzósághoz került. A század első felében megjelentek a manufaktúrák (pl. a mai Koroljov város helyén és Szerpuhovban), a 19. században fejlődésnek indult az ipar, különösen a textilipar. Központjai Bogorodszkban, Pavlovszkij Poszadban és Orehovo-Zujevóban alakultak ki. 1851-ben megépült a Moszkva-Szentpétervár, tíz évvel később a Moszkva-Nyizsnyij Novgorod vasútvonal, ami az itteni városok gazdasági fejlődését is nagyban elősegítette. 
A szovjet korszak első éveiben, az ország villamosításának lázában itt is megépültek az első vízerőművek (Kasira, 1922; Satura, 1925). 1923-ban a déli vidéket (Kasirával) a Moszkvai kormányzósághoz csatolták, és a kormányzóságból hozták létre 1929. január 14-én önálló közigazgatási egységként a Moszkvai területet.

## Gazdaság
Gazdasági szempontból a Moszkvai terület az Oroszországi Föderáció Központi övezetéhez tartozik, legnagyobb része Moszkva agglomerációját képezi. Naponta százezrek járnak be a fővárosi munkahelyekre dolgozni, és hét végeken ennél jóval többen hagyják el a fővárost, hogy Moszkva környékén („Podmoszkovje”) pihenjenek, ahol az utóbbi években gyors ütemben szaporodnak a nyaralók és üdülőhelyek.

### Ipar
A Moszkvai terület egyike a legfejlettebb iparral rendelkező régióknak az országban. Így volt ez a szovjet időszakban is, de a Szovjetunió felbomlása után az ipar termelése erősen visszaesett. Különösen a két vezető ágazatban, a textiliparban és a gépgyártásban – ezen belül elsősorban a hadiiparban – volt erőteljes a visszaesés. A századforduló óta azonban egyre dinamikusabb a gazdaság, és benne az ipar egyes ágazatainak, vállalatainak fejlődése, bár az ipari termelés volumene még messze elmarad az 1990-es évitől. 
Minthogy a területnek nincs külön közigazgatási központja, ezért ipara sem egyetlen nagyvárosban koncentrálódik, mint a Központi körzet többi régiójában, hanem szétterül a Moszkvát körülvevő nagyobb városokban. A gépgyártás vezető ágazat maradt, melyben továbbra is nagy súllyal szerepel:
- az űrkutatás és a hadiipar csúcstechnikát képviselő számos vállalata (űr- és rakétatechnika Himki, Reutov, Koroljov városokban, radarrendszerek építése a tüzérségi és a légvédelmi rakétaegységek számára Szerpuhovban, helikopterek gyára Ljuberciben, stb.);
- az atomerőművek berendezéseinek (Podolszk), illetve fűtőelemeinek (Elektrosztal) gyártása;
- a közlekedési eszközök gyártása (dízelmozdonyok Kolomnában, metrókocsik Mitiscsiben, villanymozdonyok Orehovo-Zujevóban, autóbuszok Likinóban, melynek gyára ugyan évekig a csőd szélén állt, de már újra termel).

A régió elektrokohászati központja Elektrosztalban működik (a várost a kombinátról nevezték el), ahol többek között különleges hőálló ötvözeteket készítenek a repülőgépipar és az űrhajózás számára. A vegyipart egyebek között a műszál- (Szerpuhov, Klin), a műtrágya- (Voszkreszenszk) és a festékgyártás (Szergijev Poszad) képviseli. A többi iparágnál gyorsabban fejlődik az élelmiszeripar (Sztupinói, Noginszki, Ramenszki járások). Ma is nehéz helyzetben van azonban a textilipar, és más ágazatok, illetve egyes térségek is leszakadnak vagy stagnálnak (pl. Klimovszk hadiipari és textilüzemei vagy Krasznogorszk optikai készülékeiről, fotócikkeiről egykor híres vállalata). 
A régió több városa kapta meg az ún. „tudomány-város” címet (pl. Dubna, Koroljov), ahol több fontos tudományos intézet, kutató-fejlesztő központ működik, gyakran iparvállalatok részeként vagy azokkal szorosan együttműködve. Koroljov városában kapott elhelyezést az űrrepülések irányítóközpontja is.

### Mezőgazdaság
A földek közel 40%-a (délen több mint 50%-a) mezőgazdasági rendeltetésű terület, de ez az arány – a lakás- és nyaralóépítési láz, a főváros környékén szaporodó zöldmezős beruházások (nagy nyugat-európai bevásárlóközpontok építése) miatt – gyorsan csökken. 
Legelterjedtebbek a gyenge termőképességű podzoltalajok, a Mescsora-alföld és a Volga völgyének egyes körzeteiben a tőzeges láptalajok. Termékenyebb szürke erdőtalajok és kilúgozott csernozjomok leginkább az Okától délre eső gabonaföldeken találhatók. A központi tájakon zömmel takarmánynövényeket termesztenek, mivel ott a mezőgazdaság meghatározó ágazata az állattenyésztés. A hatalmas fővárosi piac közelsége és a városok nagy száma miatt kiemelkedő szerepe van a városellátó gazdálkodásnak (hús, tojás, zöldség, burgonya, gyümölcs stb.), sok helyen melegházak, virágkertészetek találhatók. A legnagyobb agráripari vállalatok Moszkva közelében települtek; a távolabbi tájak gazdaságai is tartják pozícióikat, de helyzetük nehezebb, termelésük kevésbé jövedelmező.

### Közlekedés
A térség az ország egyik legfejlettebb közlekedési hálózatával rendelkezik. Vasútvonalainak hossza összesen 2700 km. Az országban itt a legsűrűbb a vasúti hálózat, legnagyobb részét villamosították. Moszkvából 11 fővonal indul ki sugárirányban az ország főbb tájegységei felé, ezeket vasúti körgyűrű köti össze, melynek nyomvonala csaknem teljes egészében a Moszkvai területen vezet keresztül. A régió legforgalmasabb rendezőpályaudvarai Orehovóban és Bekaszovóban találhatók. Az ingázók nagy száma miatt különösen fontosak a fővárost és a környéket összekötő helyi személyvonatok járatai, az ún. elektricskák.
A szilárd burkolatú utak hossza megközelíti a 14 000 km-t. Tíz autóút vezet ki a fővárosból ugyancsak sugárirányban, melyeket a Moszkva határvonalán kiépített körgyűrű köti össze egymással. Távolabb további két körgyűrű is épült (A107-es és A108-as).
A főváros legforgalmasabb légikikötői – Seremetyjevo, Domogyedovo, Vnukovo – közigazgatásilag a Moszkvai területhez tartoznak. A legnagyobb, Cskalovról elnevezett katonai repülőtér Monyino település közelében található.
Rendszeres hajójáratok közlekednek az Okán, a Volgán, a Moszkva-folyón, valamint a két utóbbit összekötő Moszkva-csatornán. A legnagyobb kikötők az Okán Szerpuhov és Kolomna; a Moszkva-csatornán Dmitrovban, a csatorna és a Volga találkozásánál Dubnában van jelentősebb folyami kikötő.

## Népesség
A terület lakossága: 6 628 100 fő (2006), ebből a városban lakók aránya 80,5%; a népsűrűség 144,1 fő/km². 
Ez az ország legnépesebb régiója (Moszkvát kivéve), népsűrűsége is kiemelkedően magas. A városi lakosság aránya meghaladja a 80%-ot, miközben önálló közigazgatási központja, igazi nagyvárosa nincs. A települések száma és sűrűsége nagyobb, mint bárhol az országban. 80 városa van (2006), közülük 16 lélekszáma meghaladja a 100 ezer főt. A két utóbbi népszámlálás közötti időszakban (1989–2002) lakossága gyakorlatilag nem csökkent, miközben az egész Központi körzet veszített népességéből. Ennek egyik oka a bevándorlók magas száma, akiket a főváros közelsége idevonz.
Nemzetiségi összetétel a 2002-es népszámlálási adatok szerint: oroszok (6 022 763); ukránok (147 808); tatárok (52 851); beloruszok (42 212); örmények (39 660); mordvinok (21 856); azeriek (14 651); csuvasok (12 530); moldávok (10 418); zsidók (9899); grúzok (9888); németek (4607); üzbégek (4183); baskírok (3565); tadzsikok (3404); koreaiak (3232); marik (2554); kazakok (2493); oszétek (2389); lezginek (2130). 1100 és 2000 fő között: csecsenek, görögök, udmurtok, bolgárok, cigányok, avarok, litvánok.
Nemzetiségét nem tüntette fel: 172 090 fő. 

### A legnépesebb települések
A lélekszám 2005. január 1-jén (ezer fő):
| - Balasiha – 181,5 - Podolszk – 180,0 - Himki – 179,7 - Koroljov – 171,6 - Mityiscsi – 161,5 - Ljuberci – 157,7 - Kolomna – 148,8 - Elektrosztal – 146,4 - Ogyincovo – 133,2 - Szerpuhov – 126,7 - Orehovo-Zujevo – 122,2 - Noginszk – 116,9 - Zseleznodorozsnij – 115,3 - Szergijev Poszad – 114,1 - Scsolkovo – 112,9 - Zsukovszkij – 101,2 - Krasznogorszk – 99,1 - Puskino – 96,4 - Voszkreszenszk – 91,2 - Klin – 82,9 - Domogyedovo – 82,3 - Ramenszkoje – 81,6 - Reutov – 79,1 - Dolgoprudnij – 77,1 - Csehov – 73,0 - Naro-Fominszk – 71,0 - Sztupino – 67,9 - Jegorjevszk – 67,5 - Lobnya – 65,6 - Pavlovszkij Poszad – 61,7 - Dubna – 61,6 - Dmitrov – 61,5 - Szolnyecsnogorszk – 58,0 | - Klimovszk – 55,4 - Vidnoje – 53,1 - Ivantyejevka – 53,0 - Frjazino – 52,3 - Litkarino – 50,9 - Dzerzsinszkij – 42,9 - Kasira – 40,1 - Protvino – 36,8 - Troick – 34,1 - Isztra – 33,0 - Luhovici – 32,2 - Satura – 31,8 - Mozsajszk – 31,5 - Jubilejnij – 31,4 - Likino-Duljovo – 31,1 - Krasznoznamenszk – 29,2 - Nahabino – 29,0 - Scserbinka – 28,9 - Tomilino – 28,6 - Gyedovszk – 27,6 - Kubinka – 26,3 - Ozjori – 25,9 - Krasznoarmejszk – 25,9 - Volokolamszk – 24,8 - Zarajszk – 24,6 - Loszino-Petrovszkij – 22,3 - Rosal – 22,3 - Sztaraja Kupavna – 21,3 - Hotykovo – 20,6 - Elektrogorszk – 20,4 - Csernogolovka – 20,3 - Puscsino – 20,1 |

## Közigazgatás
A Moszkvai terület élén a kormányzó áll. 
- Borisz Vszevolodovics Gromov: 2000. február 2. – 2012. május 11.

Hivatásos katona, vezérezredes, a Szovjetunió Hőse. Több katonai főiskolát végzett, a vezérkar katonai akadémiáján is képesítést szerzett. Háromszor szolgált Afganisztánban, személyesen irányította a szovjet csapatok kivonulását, 1992-1994 között honvédelmi miniszterhelyettes volt. Első alkalommal 2000 januárjában választották meg kormányzónak, másodszor 2003 decemberében, ekkor nagy fölénnyel győzött a választásokon.
- Szergej Kuzsugetovics Sojgu: 2012. május 11. – 2012.  november 6. Előtte a központi kormányban a rendkívüli helyzetek és katasztrófavédelem minisztere volt; utána a központi kormányban védelmi miniszter lett.
- Andrej Jurjevics Vorobjov: 
  - 2012. november 8. – 2013 szeptember. Putyin elnök megbízottjaként a kormányzói feladatokat ideiglenesen látta el. Előtte az Egységes Oroszország frakcióját vezette az Állami Dumában.
  - 2013. szeptember 8. – kormányzó.
  - Kormányzónak ismét megválasztva 2018. szeptember 9-én.[1]

2006 óta a Moszkvai területen 378 helyi önkormányzat működik. Közülük 36 városi körzet (gorodszkoj okrug) és 36 járás (rajon), továbbá 114 városi község (gorodszkoje poszelenyije) és 192 falusi község (szelszkoje poszelenyije). A városi körzetek és a járások a következők:

### Városi körzetek

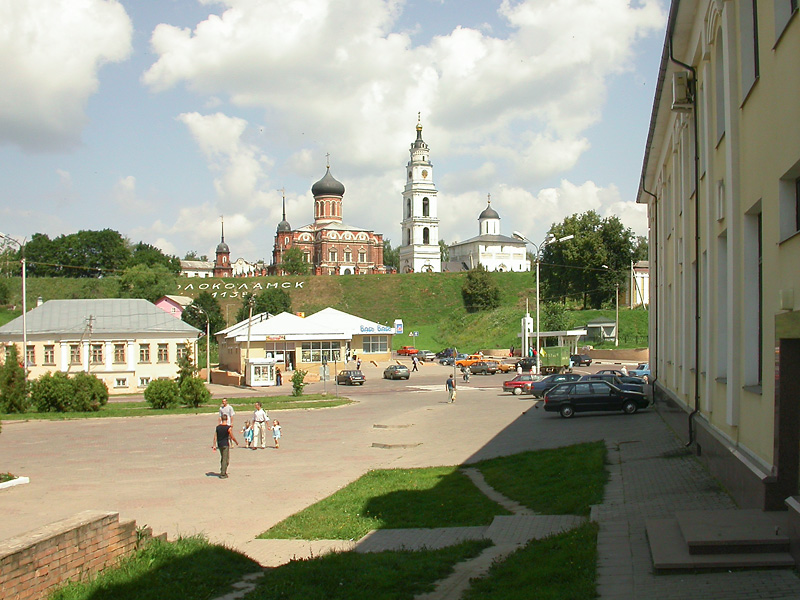
A volokolamszki kreml

| - Balasiha - Bronnyici - Dzerzsinszkij - Dolgoprudnij - Domogyedovo - Dubna - Zsukovszkij - Zseleznodorozsnij - Zvenyigorod - Ivantyejevka - Klimovszk - Kolomna - Koroljov - Kotyelnyiki - Krasznoarmejszk - Lobnya - Loszino-Petrovszkij - Litkarino | - Orehovo-Zujevo - Podolszk - Protvino - Puscsino - Reutov - Rosal - Szerpuhov - Troick - Frjazino - Himki - Csernogolovka - Scserbinka - Elektrogorszk - Elektrosztal - Jubilejnij - Krasznoznamenszk város (zárt város) - Voszhod település (zárt város) - Mologyozsnij település (zárt város) |

### Járások

A Moszkvai terület közigazgatási beosztása

A közigazgatási járások neve, székhelye és 2010. évi népességszáma az alábbi:
| Magyar név                  | Orosz név                | Székhely            | Lélekszám |
| --------------------------- | ------------------------ | ------------------- | --------- |
| Csehovi járás               | Чеховский район          | Csehov              | 115 301   |
| Dmitrovi járás              | Дмитровский район        | Dmitrov             | 151 448   |
| Isztrai járás               | Истринский район         | Isztra              | 119 641   |
| Jegorjevszki járás          | Егорьевский район        | Jegorjevszk         | 102 958   |
| Kasirai járás               | Каширский район          | Kasira              | 70 269    |
| Klini járás                 | Клинский район           | Klin                | 127 779   |
| Kolomnai járás              | Коломенский район        | Kolomna             | 44 856    |
| Krasznogorszki járás        | Красногорский район      | Krasznogorszk       | 179 872   |
| Lenin járás                 | Ленинский район          | Vidnoje             | 172 171   |
| Ljuberci járás              | Люберецкий район         | Ljuberci            | 265 113   |
| Lotosinói járás             | Лотошинский район        | Lotosino            | 17 859    |
| Luhovici járás              | Луховицкий район         | Luhovici            | 58 802    |
| Mityiscsi járás             | Мытищинский район        | Mityiscsi           | 203 393   |
| Mozsajszki járás            | Можайский район          | Mozsajszk           | 72 745    |
| Naro-fominszki járás        | Наро-Фоминский район     | Naro-Fominszk       | 189 763   |
| Noginszki járás             | Ногинский район          | Noginszk            | 203 609   |
| Ogyincovói járás            | Одинцовский район        | Ogyincovo           | 316 696   |
| Orehovo-zujevói járás       | Орехово-Зуевский район   | Orehovo-Zujevo      | 121 916   |
| Ozjori járás                | Озёрский район           | Ozjori              | 35 752    |
| Pavlovszkij Poszad-i járás  | Павлово-Посадский район  | Pavlovszkij Poszad  | 83 520    |
| Podolszki járás             | Подольский район         | Podolszk            | 82 488    |
| Puskinói járás              | Пушкинский район         | Puskino             | 177 510   |
| Ramenszkojei járás          | Раменский район          | Ramenszkoje         | 256 375   |
| Ruzai járás                 | Рузский район            | Ruza                | 61 673    |
| Sahovszkajai járás          | Шаховской район          | Sahovszkaja         | 25 372    |
| Saturai járás               | Шатурский район          | Satura              | 72 087    |
| Scsolkovói járás            | Щёлковский район         | Scsolkovo           | 193 629   |
| Szerebrjanije Prudi-i járás | Серебряно-Прудский район | Szerebrjanije Prudi | 25 843    |
| Szergijev Poszad-i járás    | Сергиево-Посадский район | Szergijev Poszad    | 225 693   |
| Szerpuhovi járás            | Серпуховский район       | Szerpuhov           | 35 173    |
| Szolnyecsnogorszki járás    | Солнечногорский район    | Szolnyecsnogorszk   | 128 580   |
| Sztupinói járás             | Ступинский район         | Sztupino            | 119 282   |
| Taldomi járás               | Талдомский район         | Taldom              | 48 553    |
| Volokolamszki járás         | Волоколамский район      | Volokolamszk        | 53 244    |
| Voszkreszenszki járás       | Воскресенский район      | Voszkreszenszk      | 153 600   |
| Zarajszki járás             | Зарайский район          | Zarajszk            | 41 912    |
| Balasihai járás             | Балашихинский район      | Balasiha            | 225 381   |
| Domogyedovói járás          | Домодедовский район      | Domogyedovo         | 135 405   |

A két utolsóként felsorolt járásban nem működik járási önkormányzat, mivel a Balasihai illetve a Domogyedovói városi körzetet alkotják.